# The Center
The Center (en anglès britànic The Centre) és un gratacel situat a la ciutat de Hong Kong. Amb una altura de 346 metres i 73 plantes, el 2023 era el cinquè més alt de la ciutat, després del International Commerce Centre, el 2 International Finance Centre, Central Plaza i Bank of Xina Tower. El 2016 tenia la posició 80 dels edificis més alts al nivell mundial. Es va començar el 1995 i es va estrenar el 1998. Es construït pel mètode de l'entramat d'acer.
La implantació i la densificació que l'edifici va dur va contribuir a la millora de tot el barri per inversions segundàries. El barri pobre i ruïnos dels afores va patir una gentrificació.
The Center es caracteritza per tenir centenars de llums de neó amatents en forma de barres horitzontals en la part superior de l'edifici, i que van canviant de color lentament fins a completar tot l'espectre.